# 緒方研二
緒方 研二（おがた けんじ、1917年11月21日 - 2009年10月31日） は、日本の技術者。日本電気 (NEC)副社長や、NECエンジニアリング社長、テレビジョン学会会長、電子通信学会会長などを歴任した。勲二等瑞宝章受章。父は緒方竹虎元副総理。岳父に名和武。

## 経歴
福岡県福岡市出身。東京府立第四中学校、第一高等学校を経て、伊藤庸二の勧めで、1941年東北帝国大学工学部電気工学科を卒業した。在学中大日本帝国海軍委託生となり、1942年海軍技術士官に任官して、横須賀海軍工廠に配属され、横須賀砲術学校に入校した。
タラワ島や、マキン島でレーダーサイトの整備にあたったのち、海軍技術研究所に転属する。日本の降伏後、1945年に逓信院電気試験所に入所し、喜安善市の下で研究に従事した。逓信院→逓信省が1949年に廃止された後は日本電信電話公社に所属した。
1970年に日本電信電話公社電気通信研究所長、日本電信電話公社研究開発本部長となる。1974年に日本電信電話公社総務理事に就任する。
日本電信電話公社を退職後は、1977年に日本電気 (NEC)の専務取締役に就任し、1979年からは副社長を務めた。1981年にはNECの関係会社である日本電気エンジニアリングで社長に就任した。1979年には安藤電気会長も兼ねる。
学会等の諸団体では、1970年に情報処理学会副会長、1976年テレビジョン学会、1978年に電子通信学会の各会長、1980年に日本工学教育協会副会長にそれぞれ就任した。1983年にはテレビジョン学会名誉会員、電子通信学会名誉員に選ばれている。1985年東北大学電気系同窓会会長。
東北大学講師、東京工業大学講師、名古屋大学講師、日本学術会議会員なども務めた。
2009年脳出血により目黒区内の病院で死去。円泉寺太子会館で葬儀・告別式が執り行われた。

## 受賞・栄典
- 1977年 - テレビジョン学会功績賞、電子通信学会功績賞
- 1986年 - 前島賞
- 1987年 - 勲二等瑞宝章[1]